# Glenelg River
Le Glenelg (Glenelg River en anglais) est un fleuve du sud-ouest du Victoria, en Australie. 

## Géographie
Il prend sa source dans les monts Grampians et coule sur 500 km, ce qui en fait le plus long fleuve du Victoria. Il passe sur une courte portion de sa partie basse en Australie-Méridionale avant de revenir au Victoria pour se jeter dans l'océan Indien à Nelson. Il constitue l'élément central du Parc national du Bas-Glenelg.
Le fleuve porte le nom du Ministre des Colonies britannique, Charles Grant, 1er baron Glenelg, que lui a donné le major Thomas Mitchell en août 1836. 
De grandes quantités d'eau sont prélevées dans le cours supérieur de la rivière à des fins agricoles, notamment l'irrigation, et pour la demande en eau des villes. Cette diminution du débit a eu des effets négatifs sur l'écologie fluviale.

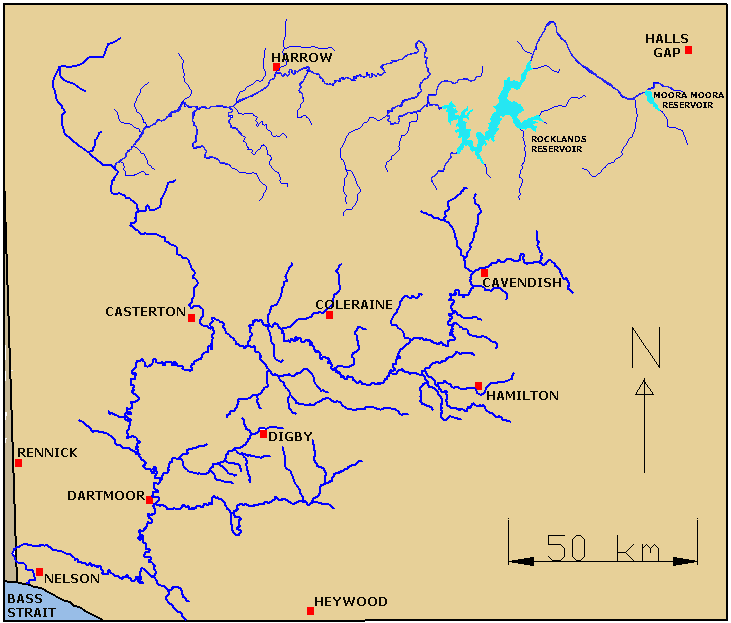
Carte de la Glenelg River